# An Bình, Hành Thủy
An Bình (chữ Hán giản thể: 安平县) là một huyện thuộc địa cấp thị Hành Thủy, tỉnh Hà Bắc, Cộng hòa Nhân dân Trung Hoa. Huyện này có diện tích 493 ki-lô-mét vuông, dân số 310.000 người. Mã số bưu chính là 053600. Huyện lỵ đóng tại trấn An Bình. Về mặt hành chính, huyện An Bình được chia thành 1 trấn, 7 hương.
- Trấn: An Bình.
- Hương: Nam Vương Trang, Mã Điếm, Đại Hà Trang, Trình Du Tử, Đại Tử Văn, Đông Hoàng Thành, Tây Lưỡng Oa.